# 17. Reserve-Division (Deutsches Kaiserreich)

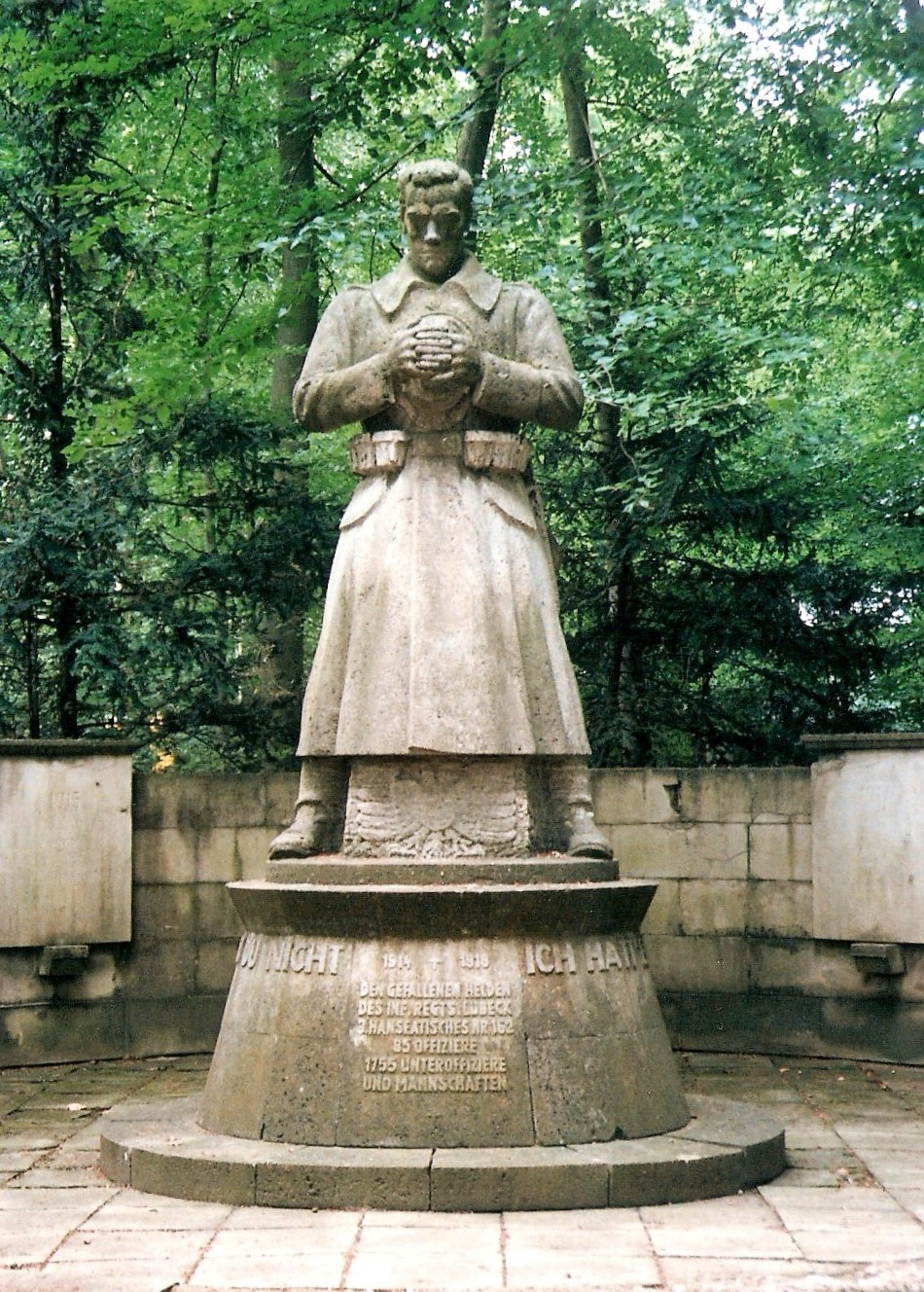
Gefallenendenkmal des Infanterie-Regiments „Lübeck“ (3. Hanseatisches) Nr. 162 in Lübeck

Kriegsgliederung der 17. Reserve-Division im Jahre 1916

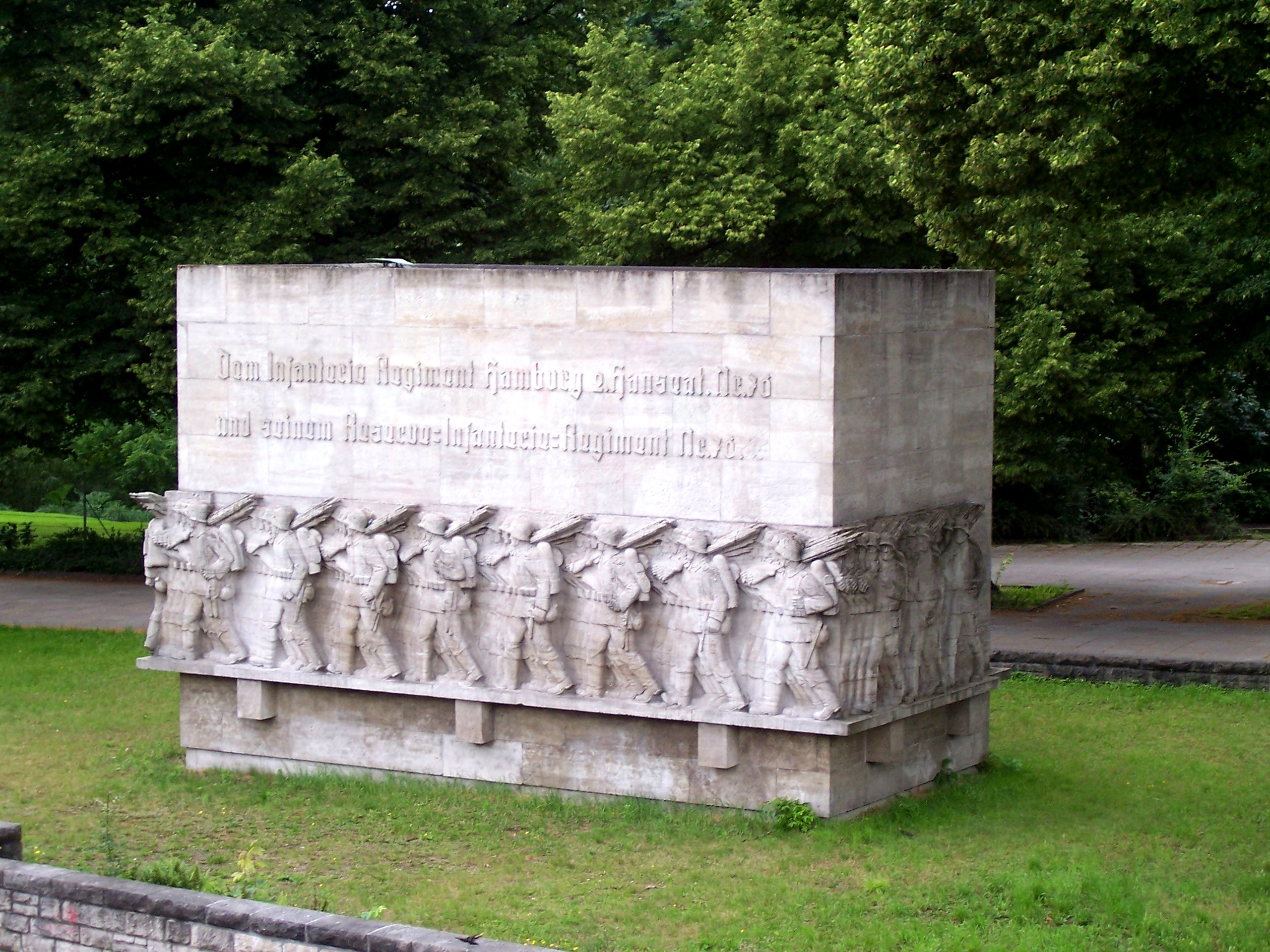
Denkmal des Reserve-Infanterie-Regiments Nr. 76 in Hamburg

Die 17. Reserve-Division war ein Großverband der Preußischen Armee im Ersten Weltkrieg.

## Gliederung

### Kriegsgliederung bei Mobilmachung 1914
- 81. Infanterie-Brigade
  - Infanterie-Regiment „Lübeck“ (3. Hanseatisches) Nr. 162
  - Schleswig-Holsteinisches Infanterie-Regiment Nr. 163
- 33. Reserve-Infanterie-Brigade
  - Reserve-Infanterie-Regiment Nr. 75
  - Reserve-Infanterie-Regiment Nr. 76
- Reserve-Husaren-Regiment Nr. 6
- Reserve-Feldartillerie-Regiment Nr. 17
- 4. Kompanie/Schleswig-Holsteinisches Pionier-Bataillon Nr. 9

### Kriegsgliederung vom 28. März 1918
- 81. Infanterie-Brigade
  - Reserve-Infanterie-Regiment Nr. 76
  - Infanterie-Regiment Lübeck (3. Hanseatisches) Nr. 162
  - Schleswig-Holsteinisches Infanterie-Regiment Nr. 163
- 1. Eskadron/Reserve-Husaren-Regiment Nr. 6
- Artillerie-Kommandeur Nr. 110
  - Reserve-Feldartillerie-Regiment Nr. 17
- Pionier-Bataillon Nr. 317
  - 4. Kompanie/Pionier-Bataillon Nr. 9
  - Pionier-Kompanie Nr. 340
  - Minenwerfer-Kompanie Nr. 217
- Divisions-Nachrichten-Kommandeur Nr. 417

## Gefechtskalender
Die Division wurde mit der Mobilmachung bei Ausbruch des Ersten Weltkriegs am 2. August 1914 gebildet und bestand aus Truppen der Freien Hansestädte und Schleswig-Holsteins. Sie enthielt die reguläre 81. Infanterie-Brigade aus Lübeck und der 33. gemischten Reserve-Infanterie-Brigade, welche hauptsächlich aus Hamburg und Bremen stammte. Außer diesen kamen noch andere Truppen aus der Provinz von Hannover. Sie bildete zu Beginn des Krieges zusammen mit der 18. Reserve-Division das IX. Reserve-Korps.
Die Division kämpfte an der Westfront, war am Kriegsverbrechen von Löwen beteiligt und lag bis September 1915 in dem Gebiet der Aisne. Im Februar 1915 wurde von der Division ein Rekrutendepot in Libermont gebildet. Von hier ging es nach Flandern und dem Artois. Hier blieb sie im Stellungskrieg bis Juni 1916. Von Mitte Juli bis Ende Oktober kämpfte sie in der Schlacht an der Somme. Die Division blieb bis Mai 1917 in den Schützengräben vor Ypern. Im Mai kämpfte sie in der Siegfriedstellung, bevor es zurück nach Flandern ging. 1918 kämpfte sie in Schlacht um den Kemmel (Teil der Vierten Flandernschlacht), vor Soissons und Reims und im Rahmen der Hunderttageoffensive bei der zweiten Schlacht von Cambrai. Die alliierte Aufklärung stufte die Division als „Elite-Division“ ein.
Ende August 1918 marschierten die stark dezimierten Regimente über Stätten, die sie aus den Jahren bis 1916 gut kannte, zur Rekonvaleszenz nach Bohain. Dort sollten Deputationen seiner Bestandteile am Sedantag an dem ehemaligen Kommandierenden General des Reserve-Korps, Max von Boehn (dem Sieger an der Aisne), vorbeiparadierten. Es sollte deren letzte sein.
Die Division wurde bis Januar 1919 demobilisiert und schließlich aufgelöst.

### 1914
- 25. August bis 7. September --- Sicherung gegen Antwerpen
  - 25. August --- Straßenkampf in Löwen
- 15. bis 17. September --- Kämpfe an der Aisne
  - 15. bis 18. September --- Schlacht bei Noyon
- 2. bis 15. Oktober --- Kämpfe bei Roye
- ab 16. Oktober --- Stellungskämpfe westlich Roye-Noyon

### 1915
- bis 16. Oktober --- Stellungskämpfe westlich Roye-Noyon
  - 8. bis 14. Januar --- Schlacht bei Soissons
- ab 21. Oktober --- Stellungskämpfe in Flandern und Artois

### 1916
- bis 23. Juni --- Stellungskämpfe in Flandern und Artois
- 24. Juni bis 7. Juli --- Erkundungs- und Demonstrationsgefechte der 6. Armee im Zusammenhang mit der Schlacht an der Somme
- 7. bis 19. Juli --- Stellungskämpfe in Flandern und Artois
- 19. Juli bis 25. August --- Schlacht an der Somme
- 25. August bis 26. September --- Stellungskämpfe in Flandern und Artois
- 28. September bis 16. Oktober --- Schlacht an der Somme
- ab 26. Oktober --- Stellungskämpfe an der Yser

### 1917
- bis 9. Mai --- Stellungskämpfe an der Yser
- 9. bis 20. Mai --- Frühjahrsschlacht bei Arras
- 21. Mai bis 5. November --- Stellungskämpfe in Flandern und Artois
- 6. bis 15. November --- Kämpfe in der Siegfriedstellung
- 15. November bis 3. Dezember --- Herbstschlacht in Flandern
- ab 4. Dezember --- Stellungskämpfe in Flandern

### 1918
- bis 9. April --- Stellungskämpfe in Flandern
- 10. bis 29. April --- Schlacht um den Kemmel
- 30. April bis 3. Juni --- Stellungskrieg in Flandern
- 5. bis 8. Juni --- Schlacht bei Soissons und Reims
- 9. bis 13. Juni --- Schlacht bei Noyon
- 9. Juni bis 7. August --- Kämpfe an der Avre und Matz
- 8. August bis 3. September --- Abwehrschlacht zwischen Somme und Oise
  - 9. bis 27. August --- Schlacht um Roye und Lassigny
- 3. bis 7. September --- Kämpfe vor der Siegfriedfront
- 8. bis 15. September --- Abwehrschlacht zwischen Cambrai und St. Quentin
- 15. September bis 3. Oktober --- Stellungskämpfe in der Woëvre-Ebene und westlich der Mosel
- 3. bis 10. Oktober --- Abwehrschlacht in Flandern
- 11. bis 28. Oktober --- Kämpfe vor und in der Hermannstellung
- 1. bis 11. November --- Stellungskämpfe in Lothringen
- ab 12. November --- Räumung des besetzten Gebietes und Marsch in die Heimat

## Kommandeure
| Dienstgrad                   | Name                                  | Datum                                  |
| ---------------------------- | ------------------------------------- | -------------------------------------- |
| Generalleutnant              | Gustav Wagener                        | 2. August bis 21. September 1914       |
| Generalmajor                 | Richard von Kraewel                   | 22. September bis 22. November 1914    |
| Generalmajor                 | Max Schwarte                          | 23. November 1914 bis 13. Februar 1915 |
| Generalmajor/Generalleutnant | Ernst von Hoeppner                    | 14. Februar bis 29. Juni 1915          |
| Generalmajor                 | Ernst von Ziethen                     | 30. Juni 1915 bis 12. April 1916       |
| Generalleutnant              | Hugo Freiherr von Freytag-Loringhoven | 13. April bis 19. Dezember 1916        |
| Generalmajor                 | Ernst von Reuter                      | 20. Dezember 1916 bis 14. April 1917   |
| Generalmajor/Generalleutnant | Albert von Mutius                     | 15. April 1917 bis 9. Januar 1919      |